# Mackenzie (Misuri)
Mackenzie es una villa ubicada en el condado de San Luis en el estado estadounidense de Misuri. En el Censo de 2010 tenía una población de 134 habitantes y una densidad poblacional de 2.155,74 personas por km².

## Geografía
Mackenzie se encuentra ubicada en las coordenadas 38°34′51″N 90°18′59″O / 38.58083, -90.31639. Según la Oficina del Censo de los Estados Unidos, Mackenzie tiene una superficie total de 0.06 km², de la cual 0.06 km² corresponden a tierra firme y (0%) 0 km² es agua.

## Demografía
Según el censo de 2010, había 134 personas residiendo en Mackenzie. La densidad de población era de 2.155,74 hab./km². De los 134 habitantes, Mackenzie estaba compuesto por el 99.25% blancos, el 0% eran afroamericanos, el 0% eran amerindios, el 0% eran asiáticos, el 0% eran isleños del Pacífico, el 0% eran de otras razas y el 0.75% pertenecían a dos o más razas. Del total de la población el 0.75% eran hispanos o latinos de cualquier raza.